# Quiver Tree Forest

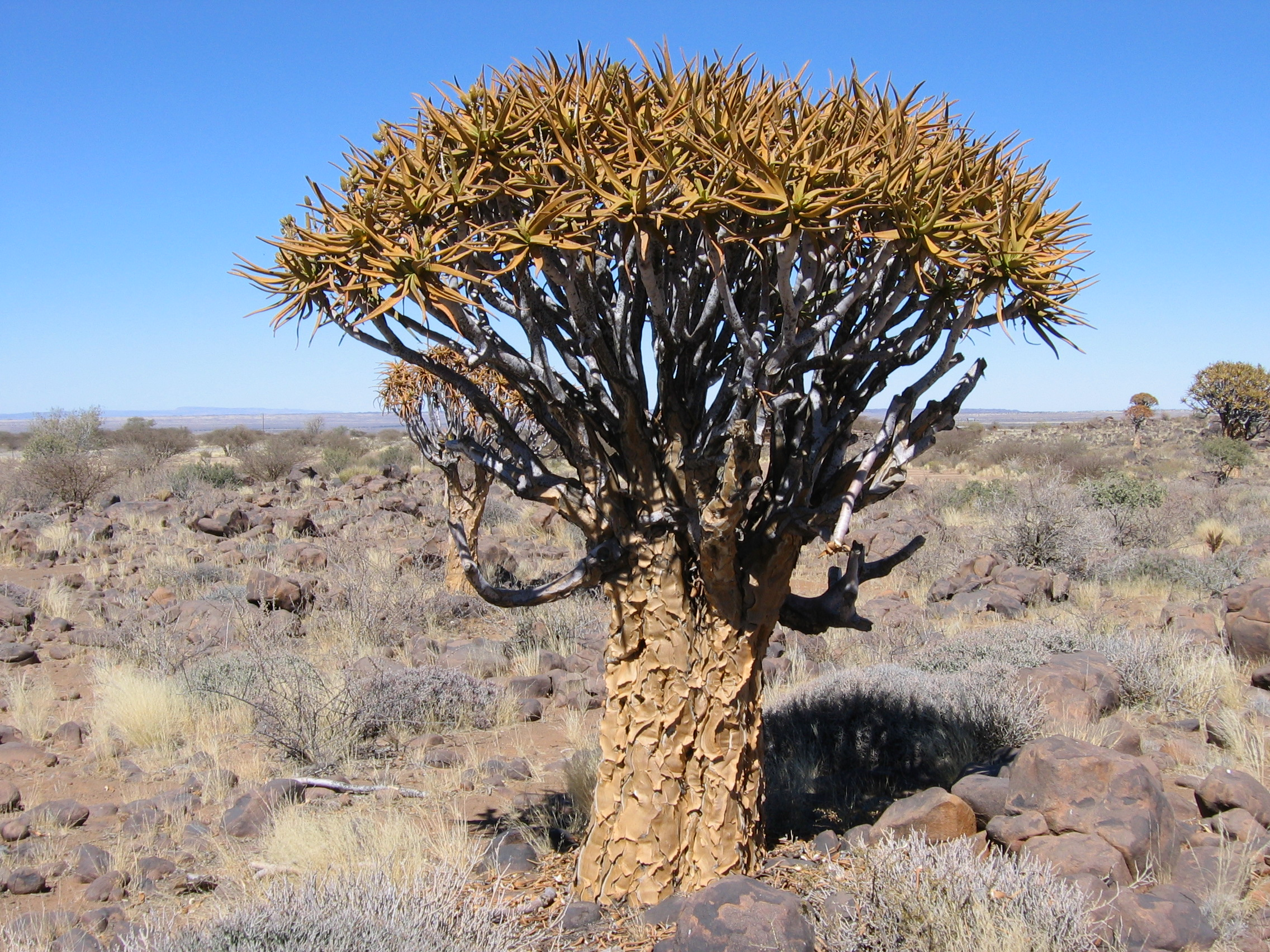
Aloidendron dichotomum nella Quiver Tree Forest

La Quiver Tree Forest (in inglese "foresta degli alberi faretra"; Köcherbaumwald in tedesco) è una nota attrazione turistica nel sud della Namibia. Si trova 14 km a nord della città di Keetmanshoop, sulla strada che conduce a Koes, nel terreno della fattoria di Gariganus. È costituita da circa 250 esemplari di Aloidendron dichotomum, una pianta succulenta chiamata volgarmente "albero faretra" (kokerboom in afrikaans) perché i suoi rami sono usati tradizionalmente dai Boscimani per costruire faretre. La foresta è di origine naturale; le piante più alte della foresta hanno 2-3 secoli di età. Il sito è stato dichiarato monumento nazionale della Namibia il 1º giugno 1995.

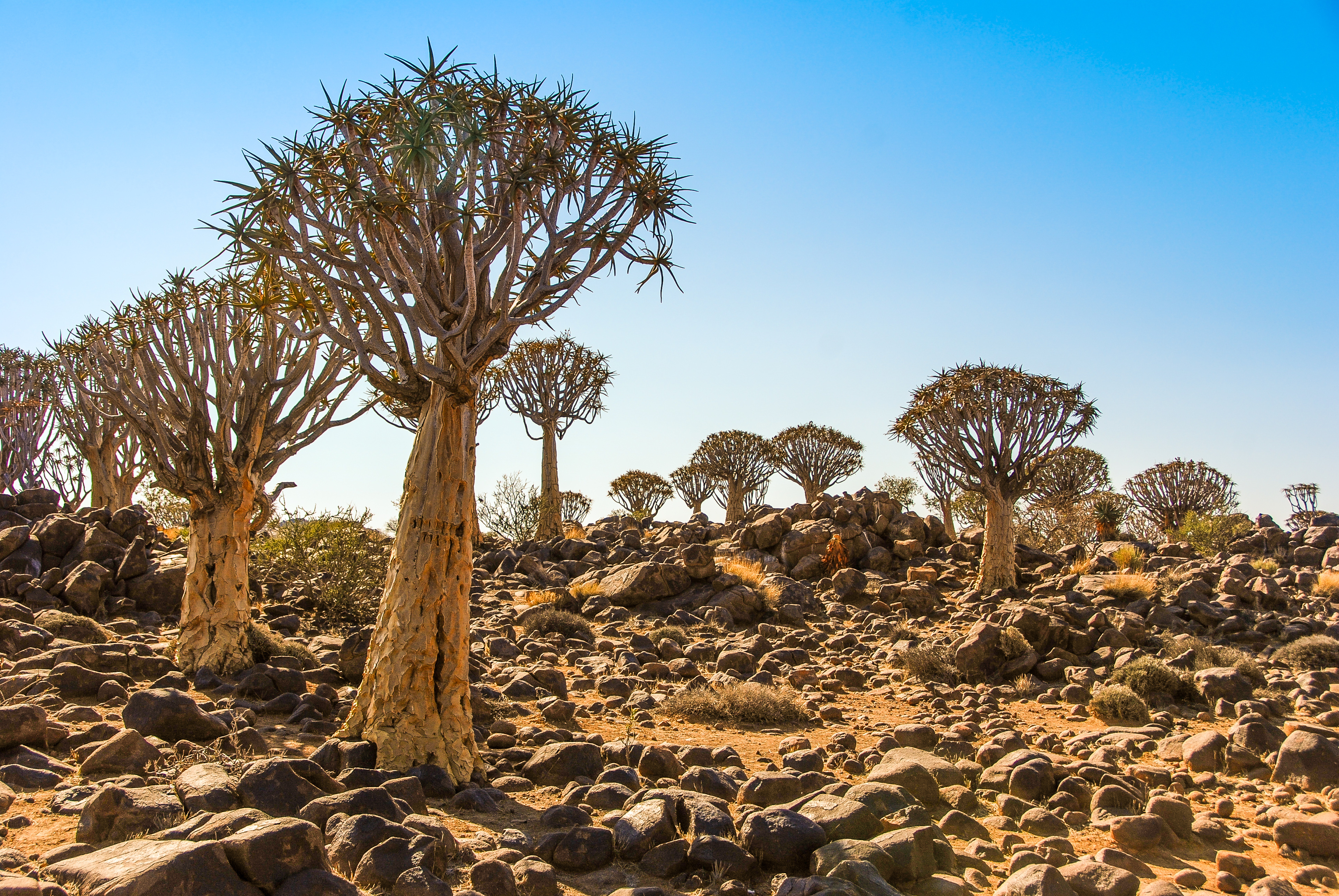
Quiver Tree Forest vicino a Keetmanshoop in Namibia

Nei pressi della foresta si trova un altro sito di interesse geologico e turistico, il Giant's Playground ("campo giochi dei giganti"), un cumulo di macigni di dolerite.

## Altre foreste di alberi faretra
Benché l'Aloidendron dichotoma sia piuttosto diffusa nell'Africa meridionale, solo in pochissimi luoghi queste piante sono concentrate in vere e proprie foreste. Un'altra foresta si trova, sempre in Namibia, ad alcune decine di km ad est di Sesriem. Alcune foreste sono state create dall'uomo: una di queste si trova nel Karoo National Botanical Garden di Worcester, in Sudafrica.